# Ali Farag
Ali Farag (in arabo علي عمرو فرج‎?; Il Cairo, 22 aprile 1992) è un giocatore di squash egiziano.
È il campione del mondo 2018-19, 2020-21, 2021-22 e 2022-23. Ha ottenuto il suo miglior piazzamento nella classifica mondiale nel marzo 2019, raggiungendo la prima posizione del ranking PSA.

## Carriera
Ali Farag ha iniziato la sua carriera professionistica nel 2009 e ha vinto 33 tornei finora nel PSA World Tour. Talento precoce, già nel suo periodo con gli juniores ha celebrato grandi successi, raggiungendo nel 2010 la finale della Coppa del Mondo Juniores. Nel 2018 e nel 2019 ha vinto il titolo di campione nazionale egiziano. Con la vittoria finale al Tournament of Champions 2019, ha raggiunto per la prima volta in carriera il primo posto nella classifica mondiale. Il 3 marzo dello stesso anno ha vinto il suo primo titolo mondiale dopo aver battuto in finale il connazionale Tarek Momen. Si è assicurato nuovamente il titolo mondiale nel 2021 e 2022 dopo aver sconfitto in entrambe le occasioni Mohamed El Shorbagy in finale.  Anche nel 2023 è riuscito a difendere il proprio titolo grazie a una vittoria per 3-0 contro Karim Abdel Gawad, conquistando così il suo quarto titolo mondiale.